# Pier Marcellino Corradini
Pietro Marcellino Corradini (Sezze, 2 giugno 1658 – Roma, 8 febbraio 1743) è stato un cardinale e arcivescovo cattolico italiano.
La Congregazione per le Cause dei Santi ha avviato il processo di beatificazione. 

## Biografia

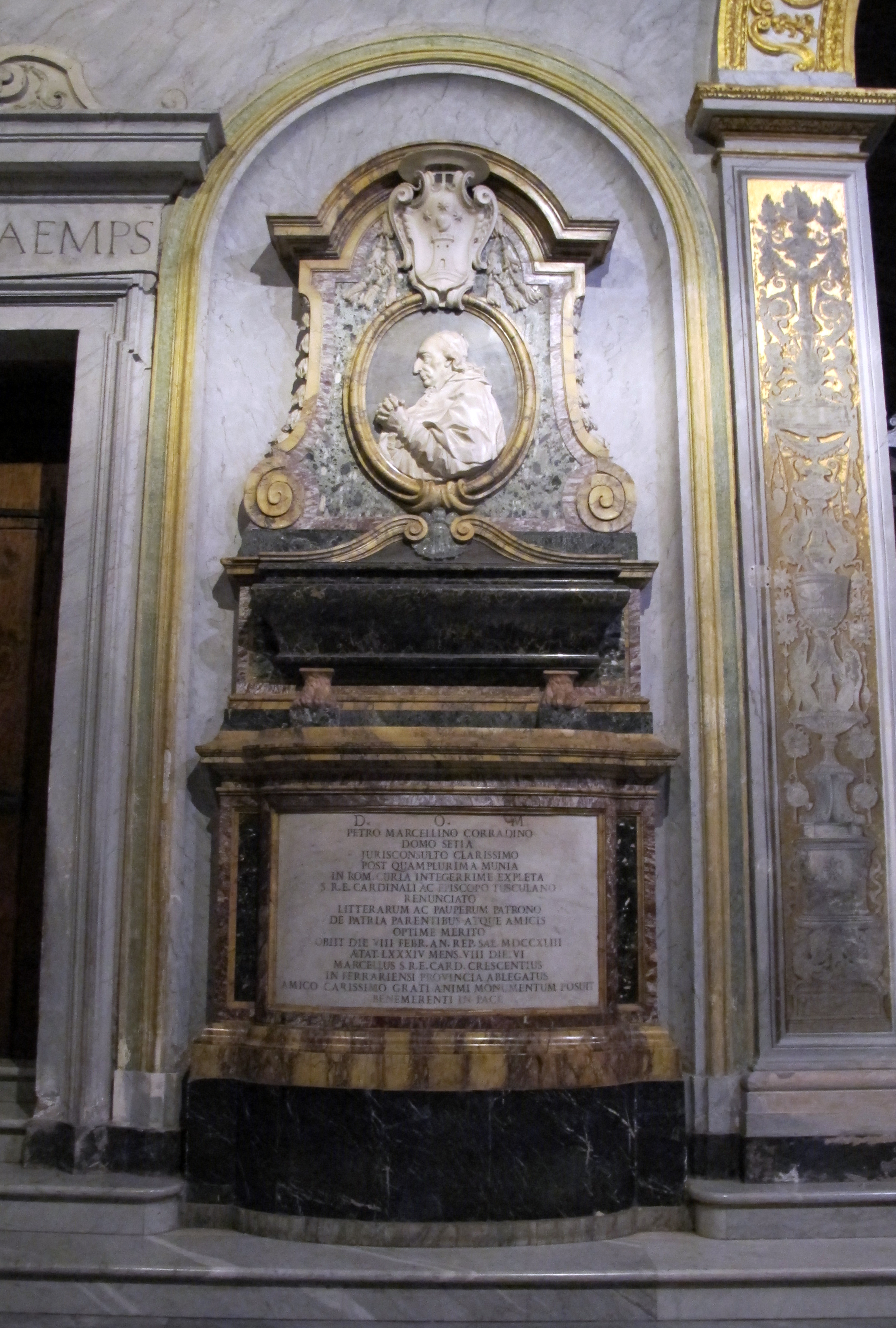
Cenotafio in Santa Maria in Trastevere

Nato a Sezze da Torquato Corradini e da Porzia Ciammarucone, si laureò in utroque iure a Roma ed entrò al servizio del cardinale Benedetto Pamphilj, alto funzionario della Curia Romana.
Uomo molto colto, si interessò fra l'altro di filosofia e teologia, giurisprudenza, storia e archeologia, e appartenne all'accademia dell'Arcadia con lo pseudonimo di Filotimo Trochio. La sua vasta cultura e la sua abilità nel diritto fu notata da vari pontefici: nel 1699 divenne canonico del Capitolo di San Giovanni in Laterano; sacerdote dal 1702, fu referendario della Segnatura Apostolica e uditore della Sacra Penitenzieria.
Nel 1707 fu nominato arcivescovo titolare di Atene e consacrato vescovo dal cardinale Fabrizio Paolucci; assistente al Soglio pontificio dallo stesso anno, nel concistoro del 18 maggio 1712 papa Clemente XI lo creò cardinale in pectore; fu pubblicato il 26 settembre dello stesso anno ed ebbe il titolo di San Giovanni a Porta Latina: optò poi per il titolo di Santa Maria in Trastevere (1726) e, passato all'ordine dei vescovi, per la sede suburbicaria di Frascati (1734).
Fu prefetto della Sacra Congregazione del Concilio (1718-1721) e Camerlengo del Sacro Collegio Cardinalizio (1719-1720). Nel 1721 Innocenzo XIII lo chiamò a ricoprire la carica di prodatario, che resse anche sotto Benedetto XIII.
Entrò in conclave quattro volte. Nel conclave del 1730 stava per essere eletto papa, ma venne bloccato dal veto dell'imperatore d'Austria Carlo VI, espresso dai cardinali Cienfuegos e Bentivoglio. Nel 1740, morto Clemente XII, fu lui stesso a rinunciare all'elezione per motivi di età.
Fondò a Roma l'ospedale di San Gallicano e nel 1717 a Sezze, sua città natale, la Congregazione delle Convittrici della S. Famiglia (oggi dette Suore Collegine della S. Famiglia) e l'omonimo conservatorio (oggi Istituto pubblico di istruzione "Conservatorio Corradini"), con il compito di istruire le ragazze.
Morì nel 1743 dopo breve malattia e venne sepolto in Santa Maria in Trastevere, dove l'amico cardinale Marcello Crescenzi gli innalzò il monumento funebre, opera di Filippo Della Valle; nel 1999 si è concluso a Palermo il processo diocesano di beatificazione e canonizzazione.
Il 24 aprile 2021 papa Francesco ha autorizzato il decreto di riconoscimento delle virtù eroiche.

## Genealogia episcopale e successione apostolica
La genealogia episcopale è:
- Cardinale Scipione Rebiba
- Cardinale Giulio Antonio Santori
- Cardinale Girolamo Bernerio, O.P.
- Arcivescovo Galeazzo Sanvitale
- Cardinale Ludovico Ludovisi
- Cardinale Luigi Caetani
- Cardinale Ulderico Carpegna
- Cardinale Paluzzo Paluzzi Altieri degli Albertoni
- Cardinale Gaspare Carpegna
- Cardinale Fabrizio Paolucci
- Cardinale Pietro Marcellino Corradini

La successione apostolica è:
- Vescovo Antonio Maria Borromeo, C.R. (1713)
- Vescovo Conone Luchini dal Verme (1719)
- Vescovo Giovanni Crisostomo Verchio, O.S.B.I. (1720)
- Arcivescovo Arcangelo Maria Luca Tommaso Ciccarelli, O.P. (1731)
- Vescovo Francesco Maria Alberici (1732)
- Vescovo Antonio Maria Bacigalupi, Sch.P. (1732)
- Vescovo Giuseppe di Marsciano (1734)
- Arcivescovo Cristóbal Almeida (1735)

## Opere
- Petri Marcellini Corradini Tractatus de iure praelationis id est in quibus casibus quis praeferatur in emendo, conducendo, & similibus contractibus, Accesit S.Rot. Romanae Decisiones recentissimae numquam antea in lucem editae, Genevae: sumptibus Cramer & Perachon, 1717
- De civitate, et ecclesia Setina, Romae: novis typis, & fusoria Cajetani Zenobj ad Magnam curiam Innocentianam, 1702
- Vetus Latium profanum & sacrum auctore Petro Marcellino Corradino sanctissimi domini nostri Clementis papae 11. subdatario. Tomus primus, in quo agitur de Latio gentili, Romae: per Francisum Gonzagam in area sancti Marcelli ad viam Cursus, 1704 (Romae: per Franciscum Gonzagam in area sancti Marcelli ad viam Cursus, 1704)
- Conradi Oligenii J.C. Dissertatio de primariis precibus imperialibus, Friburgo in Bresgovia: Per Johannem Strasserum, 1706
- Relatio jurium Sedis Apostolicae in civitatem Comaclensem complectens varias discussiones Romae habitas in conventibus inter ministros Summi Pontificis et Sac. Caesareae Majestatis, Romae, 1711[4]